# Skeppsholmen

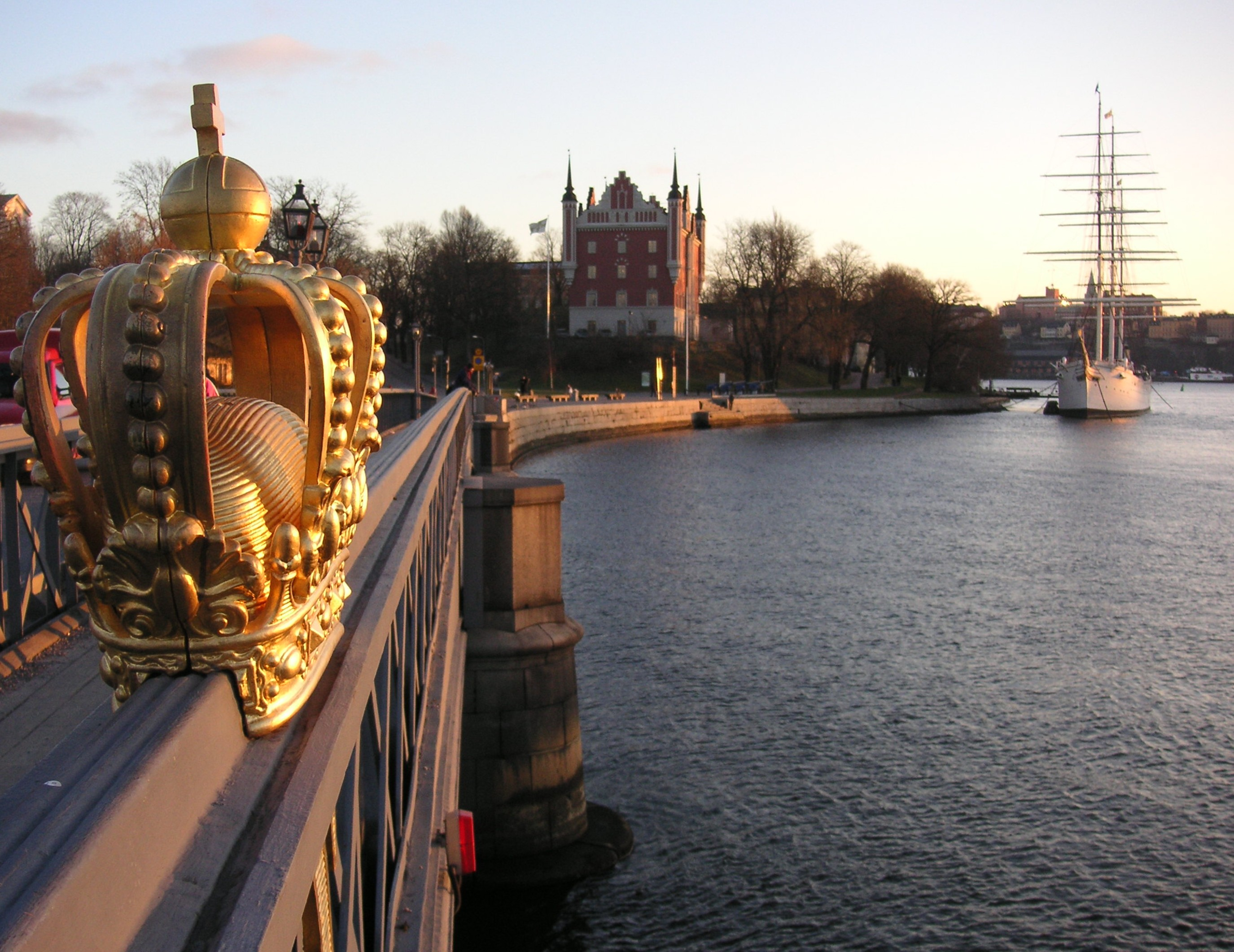
Scorcio dell'isola vista dallo Skeppsholmsbron. Sulla destra si osserva l'Af Chapman.

Skeppsholmen è un'isola di Stoccolma collegata alla città attraverso lo Skeppsholmsbron. 
Sino al XIX secolo, tale territorio era di proprietà dalla Svenska marinen (la marina militare svedese). In tale isola trovano collocazione tre musei:
- il Moderna Museet, un museo di arte moderna;
- l'Arkitekturmuseet, un museo dedicato all'architettura del paese;
- l'Östasiatiska Museet, un museo dedicato al medio oriente.[1]

A Skeppsholmen è ancorato l'Af Chapman, veliero adibito ad ostello della gioventù.
Sul ponte Skeppsholmsbron è visibile una corona d'oro, (come puoi notare nell'immagine).